# 陳志忠 (崇禎進士)
陳志忠（1596年—？），字再思，江西撫州府臨川縣人，明朝政治人物。

## 生平
天啟四年（1624年）甲子科江西鄉試第六名舉人，崇禎七年（1634年）中式甲戌科會試第一百四十九名，三甲第九十六名進士。刑部觀政，授無錫縣知縣，十年（1637年）考察，謫松江府經歷，改湖廣布政使司照磨，十一年（1638年）升宜城縣知縣，十四年（1641年）升辰州府推官，十五年（1642年）升荊州府知府。

## 家族
曾祖陳成；祖父陳善；父陳堯卿。